# Гай-Брідж (Кентуккі)
Гай-Бридж (англ. High Bridge) — переписна місцевість (CDP) в США, в окрузі Джессамін штату Кентуккі. Населення — 268 осіб (2020).

## Географія
Гай-Бридж розташований за координатами 37°49′54″ пн. ш. 84°42′17″ зх. д. / 37.83167° пн. ш. 84.70472° зх. д. (37.831764, -84.704707).  За даними Бюро перепису населення США в 2010 році переписна місцевість мала площу 6,03 км², з яких 5,65 км² — суходіл та 0,38 км² — водойми.

## Демографія
Згідно з переписом 2010 року, у переписній місцевості мешкали 242 особи в 102 домогосподарствах у складі 70 родин. Густота населення становила 40 осіб/км².  Було 137 помешкань (23/км²).
Расовий склад населення:
| - 96,7 % — білих - 0,8 % — чорних або афроамериканців - 0,4 % — корінних американців |

До двох чи більше рас належало 1,7 %. Частка іспаномовних становила 1,2 % від усіх жителів.
За віковим діапазоном населення розподілялося таким чином: 19,4 % — особи молодші 18 років, 68,6 % — особи у віці 18—64 років, 12,0 % — особи у віці 65 років та старші. Медіана віку мешканця становила 43,0 року. На 100 осіб жіночої статі у переписній місцевості припадало 124,1 чоловіків;  на 100 жінок у віці від 18 років та старших — 116,7 чоловіків також старших 18 років.
Середній дохід на одне домашнє господарство  становив 53 419 доларів США (медіана — 58 968), а середній дохід на одну сім'ю — 51 961 долар (медіана — 58 671). 
Цивільне працевлаштоване населення становило 205 осіб. Основні галузі зайнятості: транспорт — 34,6 %, освіта, охорона здоров'я та соціальна допомога — 11,7 %, роздрібна торгівля — 8,3 %, будівництво — 7,8 %.